# 4e soirée des prix Jutra
La 4e soirée des prix Jutra, récompensant les films québécois sortis en 2001, a lieu le 17 février 2002 et est diffusée sur les ondes de TVA en direct du Théâtre Saint-Denis à Montréal.

## Déroulement
Le gala est animé par Sylvie Moreau.

## Palmarès
Les lauréats sont indiqués ci-dessous en premier de chaque catégorie et en gras.

### Meilleur film
- Un crabe dans la tête
  - 15 février 1839
  - L'Ange de goudron
  - La Femme qui boit

### Meilleure réalisation
- André Turpin pour Un crabe dans la tête
  - Pierre Falardeau pour 15 février 1839
  - Denis Chouinard pour L'Ange de goudron
  - Catherine Martin pour Mariages

### Meilleur acteur
- Luc Picard pour 15 février 1839
  - Zinedine Soualem pour L'Ange de goudron
  - Rémy Girard, Marc Messier et Patrick Huard pour Les Boys 3
  - David La Haye pour Un crabe dans la tête

### Meilleure actrice
- Élise Guilbault pour La Femme qui boit
  - Catherine Trudeau pour L'Ange de goudron
  - Isabel Richer pour La Loi du cochon
  - Fanny Mallette pour Une jeune fille à la fenêtre

### Meilleur acteur de soutien
- Emmanuel Bilodeau pour Un crabe dans la tête
  - Raba Aït Ouyahhia pour L'Ange de goudron
  - Pierre Lebeau pour Les Boys 3
  - Luc Picard pour La Femme qui boit

### Meilleure actrice de soutien
- Sylvie Drapeau pour 15 février 1839
  - France Castel pour Crème glacée, chocolat et autres consolations
  - Pierrette Robitaille pour Nuit de noces
  - Pascale Desrochers pour Un crabe dans la tête

### Meilleur scénario
- André Turpin pour Un crabe dans la tête
  - Pierre Falardeau pour 15 février 1839
  - Denis Chouinard pour L'Ange de goudron
  - Catherine Martin pour Mariages

### Meilleure direction artistique
- Jean-Baptiste Tard pour 15 février 1839
  - André-Line Beauparlant pour La Femme qui boit
  - André-Line Beauparlant pour Mariages
  - Mario Hervieux pour La Veuve de Saint-Pierre

### Meilleure direction de la photographie
- André Turpin pour Un crabe dans la tête
  - Alain Dostie pour 15 février 1839
  - Guy Dufaux pour L'Ange de goudron
  - Carlos Ferrand pour Du pic au cœur

### Meilleur montage
- Sophie Leblond pour Un crabe dans la tête
  - Louise Côté pour La Femme qui boit
  - Gaëtan Huot pour Karmina 2
  - Aube Foglia pour Between the Moon and Montevideo

### Meilleur son
- Mathieu Beaudin, Serge Beauchemin, Hans Peter Strobl et Louis Gignac pour 15 février 1839
  - Claude La Haye, Marie-Claude Gagné et Gavin Fernandes (en) pour Nuit de noces
  - Gilles Corbeil, Sylvain Bellemare et Louis Gignac pour Un crabe dans la tête
  - Dominique Chartrand, Marcel Pothier et Luc Boudrias pour Une jeune fille à la fenêtre

### Meilleure musique originale
- Guy Pelletier et Ramachandra Borcar pour Un crabe dans la tête
  - Jean St-Jacques pour 15 février 1839
  - Bertrand Chénier pour L'Ange de goudron
  - Simon Wayland, Peter Xirogiannis et Phil York pour Danny in the Sky

### Meilleur documentaire
- Isabelle Raynaud pour Le Minot d'or
  - Isabelle Lavigne pour 4125, Parthenais
  - Donigan Cumming pour My Dinner with Weedgee
  - André-Line Beauparlant pour Trois princesses pour Roland

### Meilleur court ou moyen métrage de fiction
- Stéphanie Morgenstern pour Remembrance
  - Rudy Barichello pour Ismael
  - Yves Christian Fournier pour Sunk
  - Guy Lampron pour Under a Leaden Sky

### Meilleur court ou moyen métrage d'animation
- Martine Chartrand pour Âme noire
  - Jacques Drouin pour Une leçon de chasse
  - Brian Duchscherer pour Glasses

## Prix spéciaux

### Jutra-Hommage
- Anne Claire Poirier

### Film s'étant le plus illustré à l'extérieur du Québec
Ex aequo :
- Rebelles
- Maelström

### Billet d'or
- Les Boys 3